# TAI T129 ATAK
Il TAI T129 ATAK è un elicottero d'attacco bimotore, biposto in tandem, multiruolo ed ognitempo, sviluppato dalla Turkish Aerospace Industries (TAI), partendo dall'elicottero A129 "Mangusta", prodotto dall'italiana AgustaWestland.
Il T129 è progettato per missioni di ricognizione armata, attacchi di precisione e missioni di attacco in profondità nei territori nemici, di giorno, di notte e in tutti gli ambienti, indipendentemente dalle condizioni meteorologiche.

## Versioni
- T129 FAZ-1: Versione per missioni di supporto aereo ravvicinato, sviluppata partendo dall'elicottero italiano AgustaWestland AW129, ma dotata di nuove turbine ed avionica di produzione locale.
- T129 FAZ-2: Versione aggiornata per missioni multiruolo, che ha volato per la prima volta nel novembre del 2019.[4] Gli aggiornamenti includono sistemi di guerra elettronica migliorati, ricevitore di allarme laser, jammer di radiofrequenza, sistema di allarme radar e nuovo sistema Radio VHF/UHF 9681.[4]

## Utilizzatori

### Governativi
Turchia
- Emniyet Genel Müdürlüğü

9 T129B esemplari ordinati nel 2017, il primo dei quali consegnato a febbraio 2021.

### Militari
Filippine
- Hukbong Himpapawid ng Pilipinas

6 T129B ordinati il 24 maggio 2021, con consegne previste per il terzo trimestre dello stesso anno. Primi due esemplari consegnati il 9 marzo 2022. Secondo lotto di due esemplari consegnato a novembre 2023, terzo lotto di due esemplari consegnato il 19 maggio 2024.
 Nigeria
- Nigerian Air Force

6 T-129B ordinati a luglio 2022. Primi due esemplari consegnati il 1 novembre 2023. Seconda coppia di elicotteri consegnata il 3 settembre 2024.
 Turchia
- Esercito Turco

60 T-129A/B Atak da costruire su licenza, 51 esemplari consegnati al febbraio 2021.
- Jandarma Genel Komutanlığı

18 T129B ordinati nel 2017, 6 consegnati al marzo 2021. Ulteriori 6 T129B sono stati ordinati a marzo 2021.

## Elicotteri comparabili
- AgustaWestland AW129 Mangusta
- Bell AH-1 SuperCobra
- Denel AH-2 Rooivalk
- CAIC WZ-10
- Harbin Z-19
- Eurocopter Tiger
- HAL Light Combat Helicopter
- Kawasaki OH-1